# Dragonboat

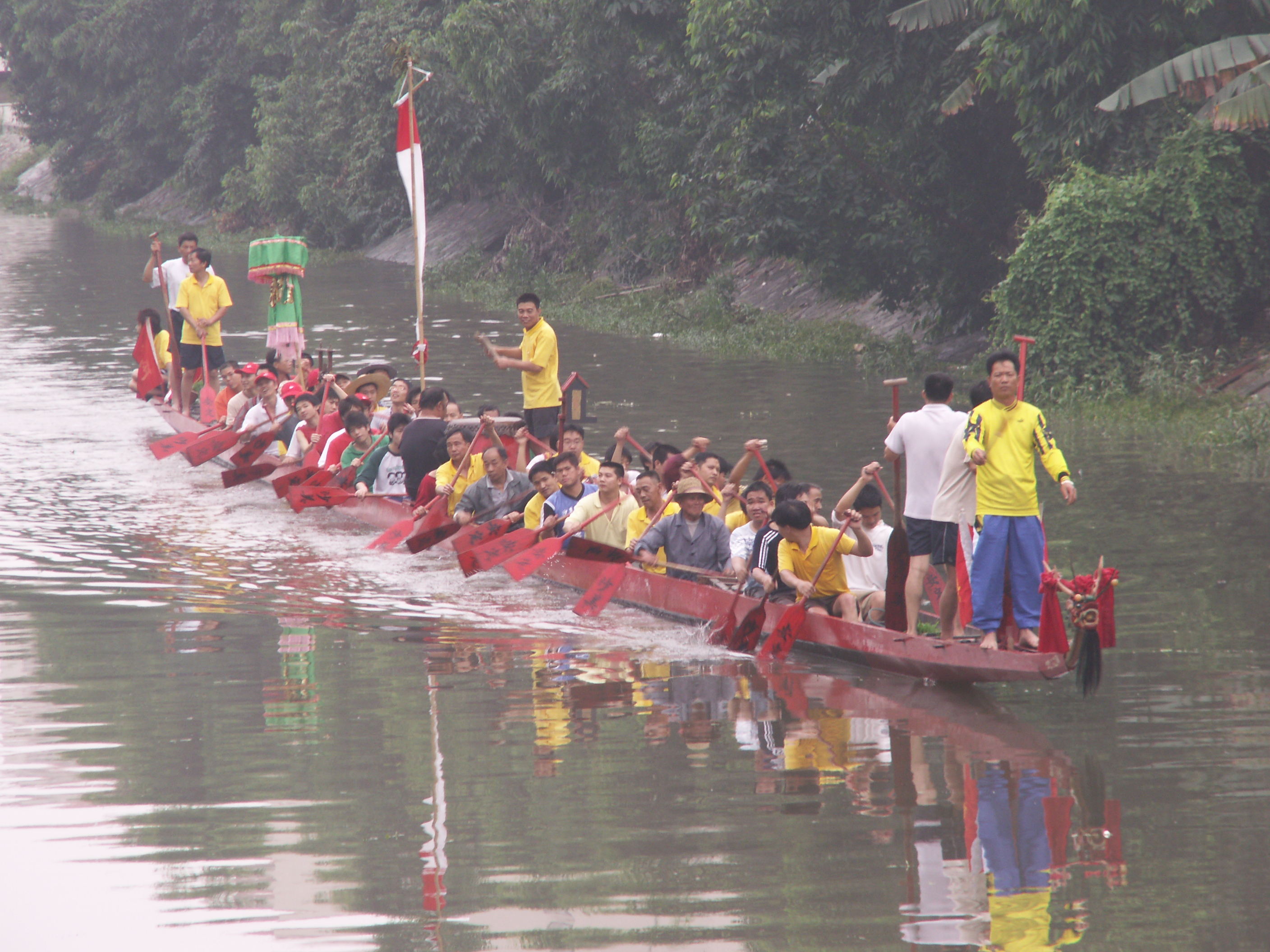
Esemplare di dragonboat

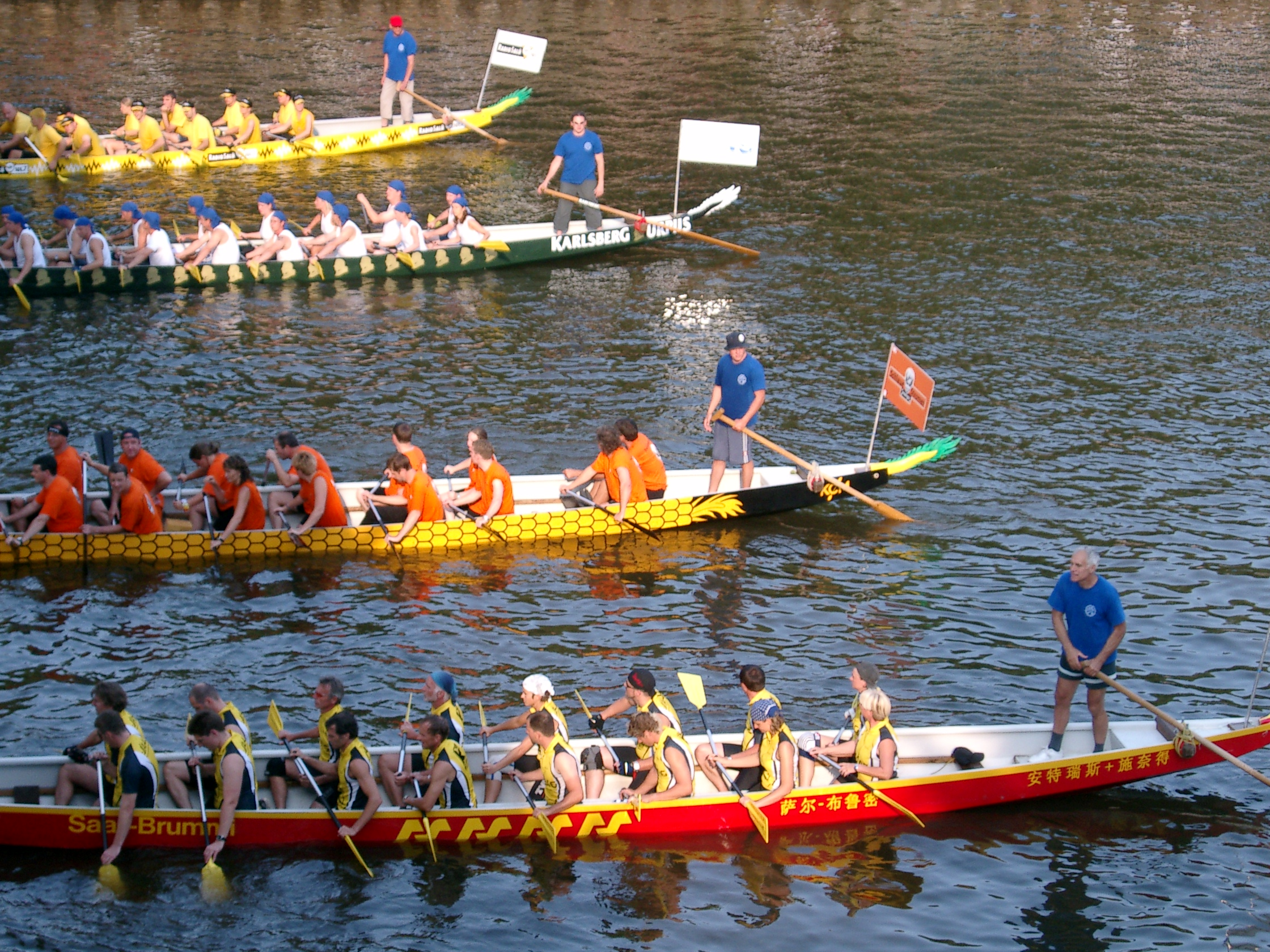
Imbarcazioni sportive in una gara di dragonboat

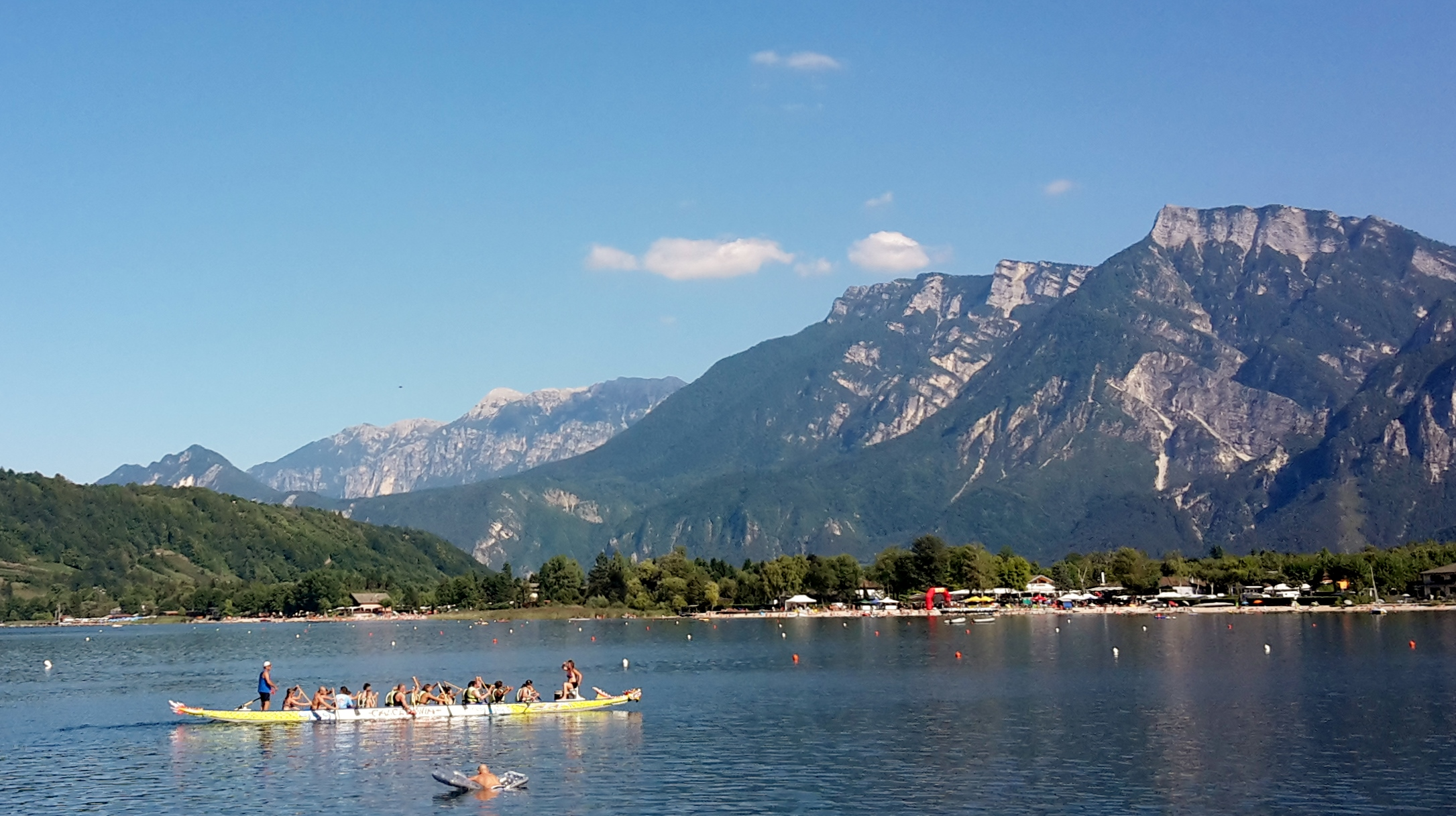
Dragonboat in allenamento presso il lago di Caldonazzo (TN)

La dragonboat o dragon boat (in cinese: 龍舟、龍船T, 龙舟、龙船S, LóngchuánP, lett. barca drago) è una canoa a 20 pagaiatori, caratterizzata da una testa di drago posta sulla prua. Questa imbarcazione misura 1,12 m di larghezza e 12,40 m di lunghezza con un peso che, per i modelli in materiale composito, si aggira sui 250 kg.
Sulla dragonboat si pagaia seduti su assi di legno con una pagaia da canoa canadese (monopala). Oltre ai venti pagaiatori, sono presenti anche un timoniere a poppa e un tamburino a prua per dare il ritmo di pagaiata agli atleti. La pagaia della dragonboat è solitamente in fibra di carbonio o legno solitamente decorata con qualche disegno che ricorda l'origine cinese.

## Origini

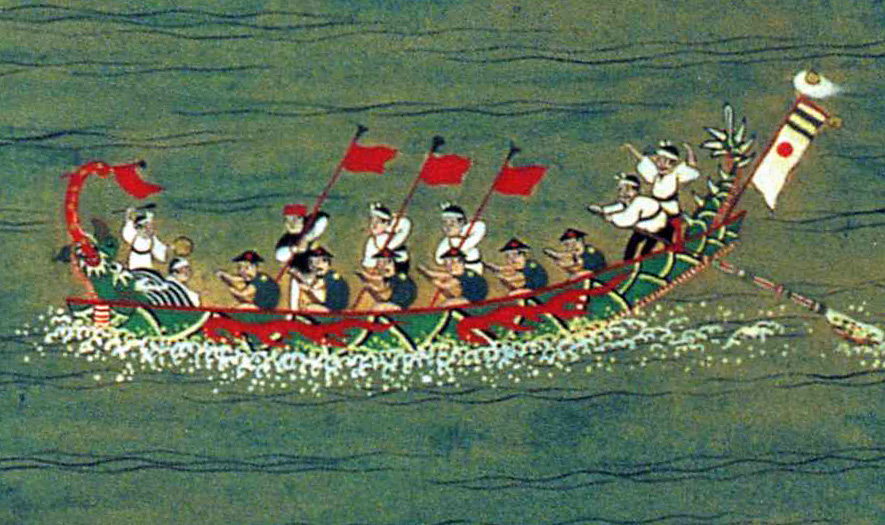
Haryusen di Ryūkyū.

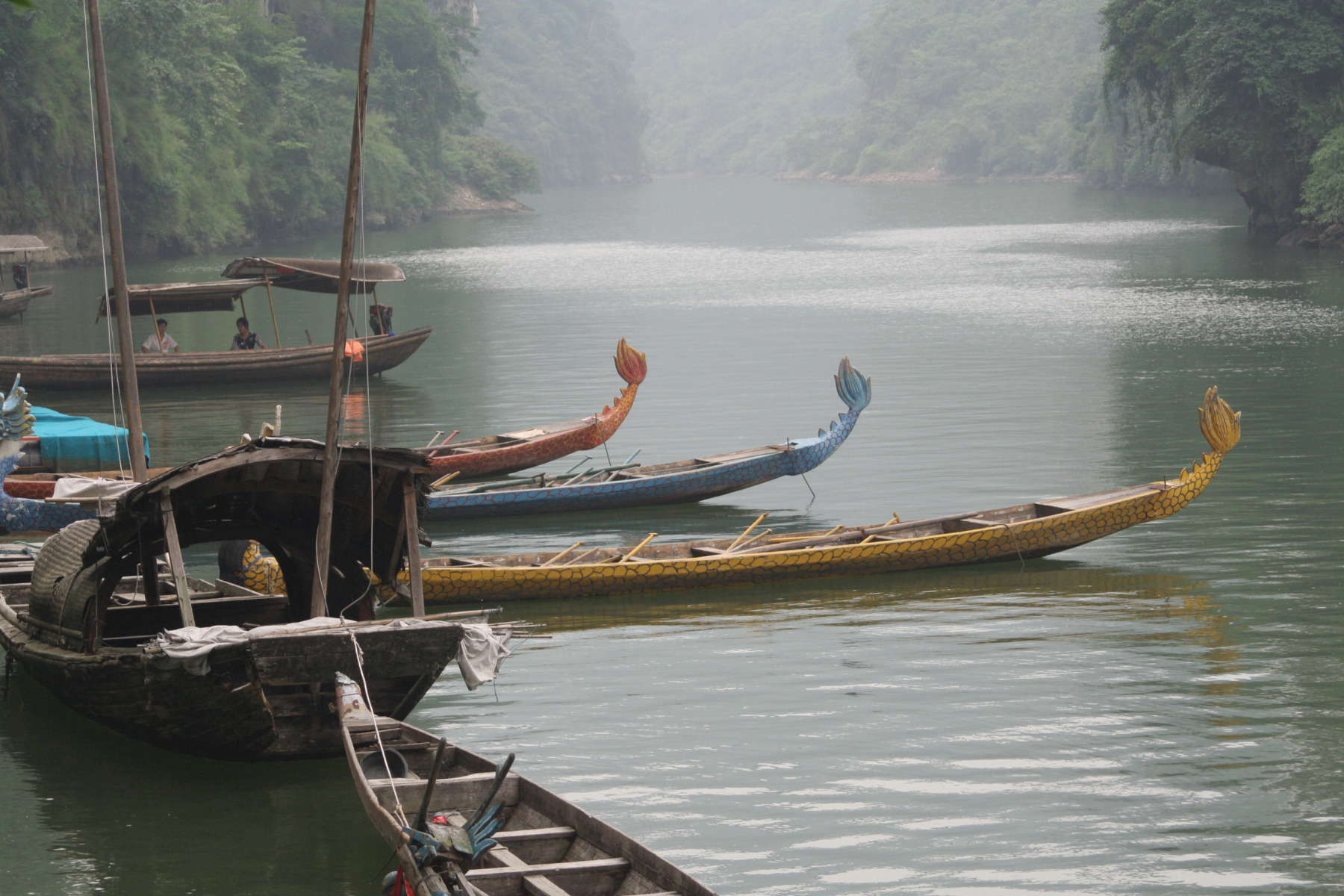
Dragonboat nell'area delle Tre Gole.

La storia delle dragonboat si riallaccia a miti e leggende incentrate sui draghi. Le gare di dragonboat caratterizzano l'omonima Festa delle barche drago o anche Festa di Duanwu, che ha luogo il quinto giorno del quinto mese del calendario lunare cinese.
Secondo la leggenda più popolare, la festa delle barche drago ricorda il tentativo di salvare il poeta nazionale cinese Qu Yuan dall'annegamento nel 277 a.C. Ancora oggi le gare di dragonboat vengono organizzate in tutto l'oriente il quinto giorno della quinta luna in onore del poeta. D'altra parte la Festa di Duanwu esisteva già prima che nascesse Qu Yuan: si tratta infatti della Festa dei Wuyue, un'antica tribù il cui totem era il drago. I Wuyue in questo giorno compivano sacrifici in onore del drago.
Un'altra storia afferma che le barche con le teste di drago intagliate venissero utilizzate durante le inondazioni per placare i draghi dell'acqua. Nella provincia cinese dello Zhejiang l'origine delle gare viene fatta risalire al re di Yue, Gou Jian, che dopo una sconfitta militare addestrò le sue truppe nel'uso delle dragonboat e con il loro aiuto poté ricostituire lo stato di Chu.
Gli studiosi ritengono che l'origine della dragonboat vada ricercato nel sud della Cina, in particolare nella regione del Chang Jiang, verso il 500 a.C. ma sembra che gare organizzate di dragonboat si disputassero già molto prima; competizioni regolamentate si svolgevano in Cina già durante la dinastia Sui (581-618) e la dinastia Tang (618-907).

## Le imbarcazioni
Le dragonboat sono imbarcazioni aperte con una chiglia lunga, leggermente incurvata. Il loro scafo è costruito tipicamente senza tiranti e cassoni d'aria, la propulsione avviene mediante pagaie. Le dragonboat sono costruite in modo da raffigurare un dragone stilizzato, con la testa e la coda di drago cinese a prua e a poppa e le scaglie decorative dipinte sulle fiancate dell'imbarcazione.
Si possono distinguere grosso modo i seguenti tipi di barca:
- dragonboat cinese tradizionale
- dragonboat di Hong Kong
- dragonboat di Singapore
- dragonboat da gara IDBF standard

### Barche tradizionali

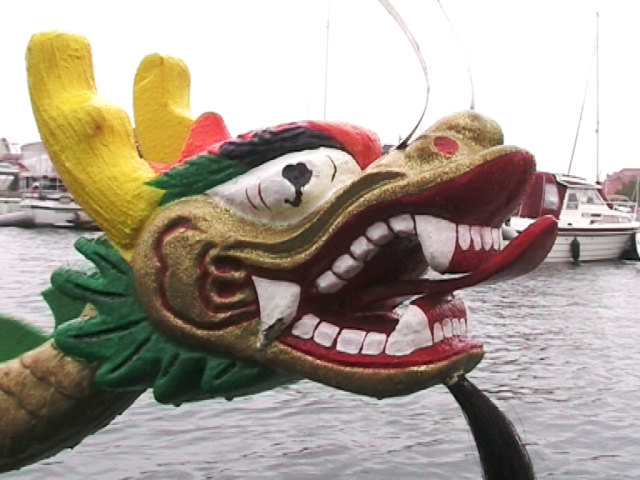
Particolare della testa di drago.

Tra le barche tradizionali rientrano la dragonboat cinese tradizionale, la dragonboat di Hong Kong e la dragonboat di Singapore. Comune a tutte è la massiccia struttura in tek. Sono munite di artistiche, grandi teste di drago, che danno loro un aspetto particolarmente sgargiante. Oltre a ciò su ogni barca sono dipinti caratteri cinesi che ne mostrano i particolari pregi. Le barche tradizionali sono lunghe fino a 25 metri e sono fabbricate in legno. Possono essere da 20 o da 50 per le gare, ma esistono imbarcazioni da sfilata con oltre cento pagaiatori.

### Barche da gara
Diverso è il caso delle barche da gara regolamentata a livello internazionale. Gli standard di queste barche sono stati fissati dalla International Dragon Boat Federation (IDBF) per la prima volta nel 1994 e da allora (situazione al 2006) sono disponibili nella 4ª versione. Le barche sportive IDBF standard da gara richiamano quelle tradizionali, ed in particolare il progetto fa riferimento al modello di Hong Kong con 20 pagaiatori un timoniere ed un tamburino. La testa e la coda di drago, uguali per tutte le barche, sono rimovibili e trovano impiego solo nelle manifestazioni. Le barche IDBF standard, senza testa e coda, sono lunghe 12,49 m, larghe 1,06 e pesanti 250 kg, possono essere ad un pezzo o divisibili per facilitarne il trasporto. Lo scafo è in vetroresina, con panche e rifiniture in legno. Esistono due modelli, a 20 posti o a 10 posti, queste ultime utilizzate per i Dragon Festival o per le attività aziendali quali il team building.

### Pagaia

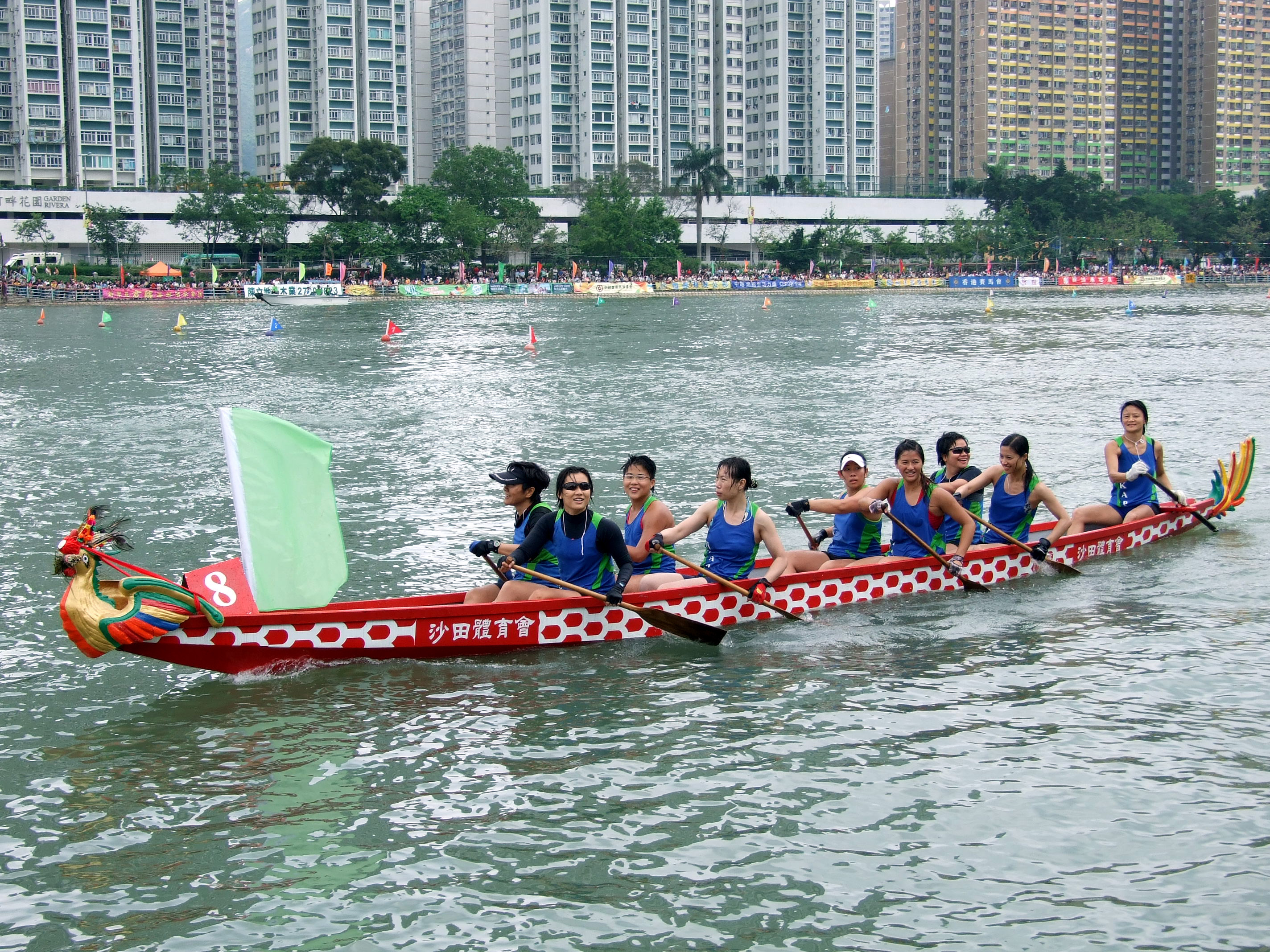
Sono visibili le pagaie.

La pagaia utilizzata nella dragonboat è quella semplice, formata da pala, manico e impugnatura (oliva). Anche le pagaie sono standardizzate dal regolamento della Federazione Internazionale, e sono ammesse alle gare solo quelle prodotte da rivenditori autorizzati che le producano secondo le caratteristiche tecniche originali. Il manico unisce la pala all'impugnatura. Vicino al pomello, all'estremità superiore dell'asta, si distinguono due tipi di impugnatura, quella a vanga (impugnatura a T) e quella palmare. La gamma dei materiali utilizzati nelle pagaie va dal legno convenzionale fino a moderni materiali come alluminio/plastica o carbonio. Nello sport agonistico la lunghezza della pagaia è regolamentata e varia da un minimo di 1,05 m a 1,30 m, mentre la forma della pala è rigorosamente standard ed ha una larghezza massima di 18 cm.

### Timone
Il timone della barca è costituito da un remo dritto lungo circa 3 metri, di regola è fissato al blocco del timone e sporge in acqua per lo più a babordo (cioè sul lato sinistro).
È impugnato da un timoniere che tiene la rotta della barca

## Equipaggio

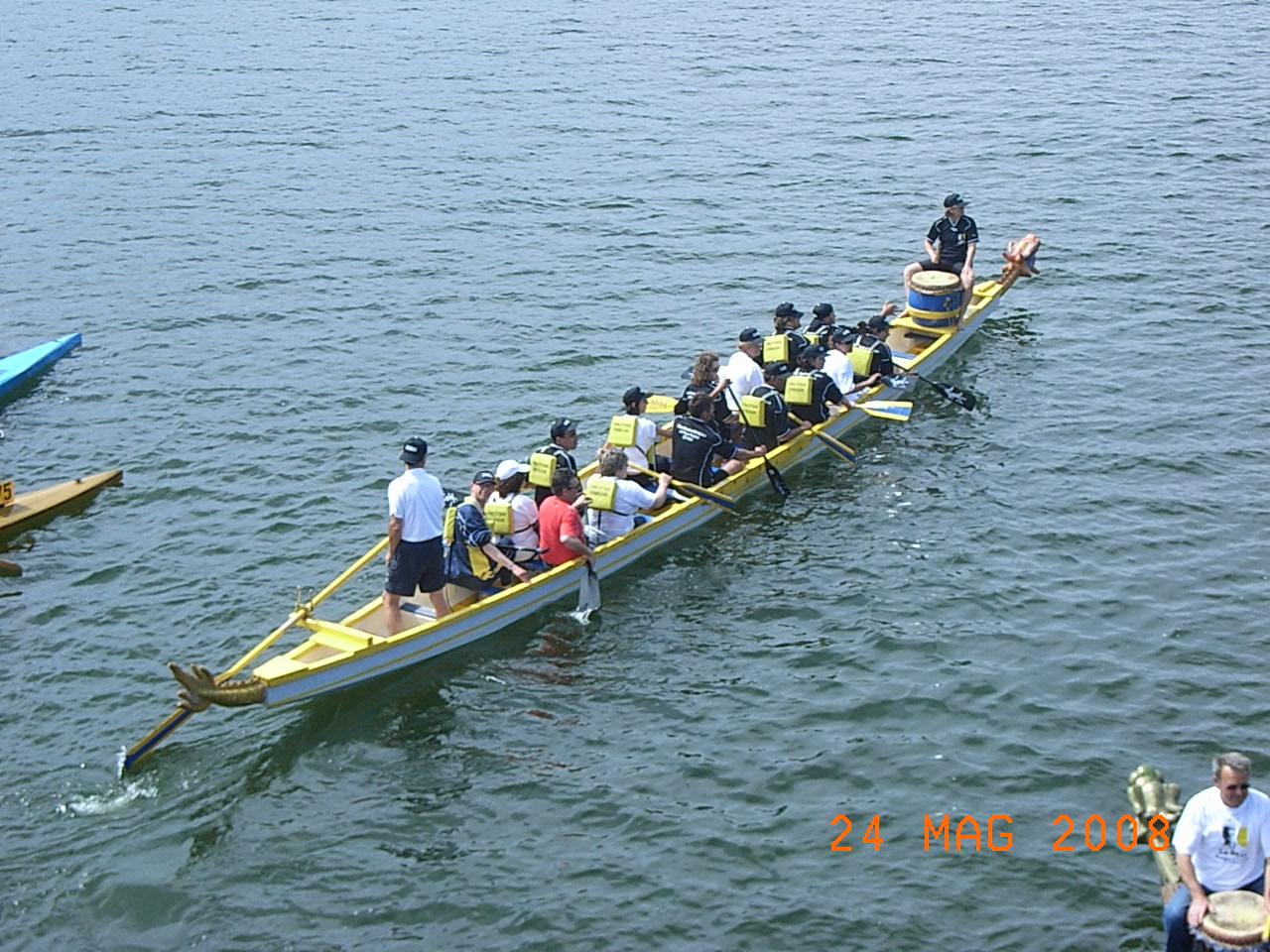
Un esempio di dragonboat, notare il tamburo a prua e il timoniere a poppa.

L'equipaggio di una dragonboat è composto dai canottieri (o vogatori), che siedono a coppie sulle panche l'uno di fianco all'altro e spingono in avanti la barca con le pagaie. Un suonatore di tamburo sulla barca dà il ritmo della coppia di canottieri anteriore ("fila di voga" o "uomini di voga"), bada con i suoi colpi ad avere una cadenza uguale per tutti i vogatori sulla barca e incita i canottieri stessi con le grida a dare del loro meglio. Il timoniere sta sul ponte e guida la barca con un remo lungo. In talune corse dell'equipaggio fa parte il cosiddetto Flag Catcher ("rubabandiera"). Il suo compito è quello di strappare una bandiera da una boa. Se le gare vengono disputate con il Flag Catcher, vince l'equipaggio il cui Flag Catcher prende per primo in mano la bandiera. In Europa questo tipo di corse vengono organizzate raramente.

## Tecnica
La tecnica di guida delle dragonboat è quella degli sport di tipo ciclico, in cui cioè movimenti omogenei si trasformano l'uno nell'altro in modo fluido. Lo svolgimento del movimento, consistente in due fasi, fase principale costituita da attacco, trazione e uscita e la fase aerea di preparazione del colpo successivo. La frequenza dei colpi ammonta in una gara tra 70 e 80 colpi al minuto. Nella fase di partenza tuttavia una squadra può arrivare anche fino a 120 colpi al minuto.

### Posizione di partenza
Il canoista siede sulla panca nella dragonboat con un lato del bacino alla murata esterna della barca. La pagaia è tenuta con l'interno della mano sopra l'impugnatura. La mano dal lato dell'acqua afferra il manico vicino alla pala. La gamba dal lato dell'acqua è chiamata gamba d'appoggio e dovrebbe essere saldamente incastrata con la coscia il più possibile orizzontale tra la murata e il fondo della barca. L'asse del bacino è perpendicolare all'asse della barca, cioè obliquo alla direzione di marcia. Il busto è piegato verso l'interno in posizione ottimale sopra la cintura del bacino dal lato di trazione e leggermente piegato in avanti. Il braccio che tira, cioè il braccio dal lato dell'acqua, è disteso, il braccio che preme leggermente piegato, la mano che preme si trova leggermente oltre e davanti alla testa dello sportivo.

### Attacco
La pagaia viene immersa in acqua con decisione, il più possibile in avanti (pressappoco all'altezza della panca di seduta del secondo atleta della fila davanti). A tal fine la mano che tira, con l'aiuto della mano che spinge, schiaccia completamente la pala della pagaia in acqua, velocemente e senza sollevare schizzi, oltre il braccio disteso. La mano che spinge si trova fino a due mani di distanza sopra la testa. L'angolo di appoggio della pala è in questo caso di 50-80º.

### Passaggio
Solo quando la pala della pagaia è completamente immersa nell'acqua, la pagaia viene tirata immediatamente a ridosso della murata esterna della dragonboat, e tenuta contemporaneamente il più possibile perpendicolare all'asse centrale della barca e allo specchio d'acqua. Il passaggio comincia in modo esplosivo (la curva di potenza sale ripidamente), dopodiché segue il passaggio con una velocità ancora crescente mediante una rotazione all'indietro e un contemporaneo sollevarsi del busto, coordinati con il movimento di trazione del braccio che tira. Il braccio e la mano che premono svolgono un lavoro di appoggio statico e fungono da snodo ed elemento di guida per la pagaia. La cintura del bacino e le gambe assicurano, mediante il mantenimento della posizione fondamentale, la trasmissione alla barca dell'impulso di potenza generato dal colpo di pagaia.

### Uscita
Dopo che la mano che tira ha raggiunto la coscia della gamba di appoggio, la mano che tira e quella che preme sollevano la pagaia rapidamente e il più possibile senza alzare spruzzi direttamente al di sopra fuori dall'acqua. L'uscita dovrebbe essere completata all'altezza del bacino dello sportivo.

### Fase aerea
La mano che tira conduce la pagaia in un leggero arco nella direzione di marcia verso la prua, la pala rimane circa 5–8 cm sopra la superficie dell'acqua. La mano che preme conduce in modo molto leggero il pomello della pagaia (oliva) nella barca, e quindi avanti in alto dinanzi alla testa nella posizione di partenza. In coordinazione temporale e spaziale tra il braccio che tira e quello che preme, il tronco sostiene il movimento in avanti mediante una rotazione ottimale della cintura scapolare verso il lato di trazione con una corrispondente curvatura dell'intero busto verso la cintura del bacino. La parte inferiore del corpo agisce come contrappeso e deve stare il più possibile ferma e assicurare la trasmissione della potenza alla barca. La testa è mantenuta in prolungamento della colonna, lo sguardo è rivolto diagonalmente sul vogatore seduto davanti.

## Tattica
La tattica nelle gare di dragonboat, in confronto ad altri tipi di sport, gioca un ruolo subordinato. Essa si limita di regola a definire una distribuzione delle forze lungo il percorso. Ogni gara si può suddividere in una fase di partenza, una fase di passo e una fase finale. A seconda della lunghezza del percorso la fase di partenza dura da 20 a 30 colpi. La fase di partenza serve in primo luogo ad accelerare la barca fino alla velocità di corsa nella maniera più efficace possibile. Oltre a ciò una posizione iniziale favorevole può essere decisiva per le fasi successive della gara, anche perché si evitano le onde causate dalle imbarcazioni avversarie. Nella tattica della partenza forte si cerca di prendere il comando subito dopo la partenza con 4/5 colpi lenti e profondi per avviare la barca seguiti da una scarica esplosiva di 16/24 colpi in cui portare il più velocemente possibile la barca alla velocità di gara. L'obiettivo nella fase di percorrenza consiste nel raggiungere un alto livello di velocità con un efficace rapporto frequenza dei colpi-potenza. Le oscillazioni di velocità sono inoltre da evitare dal punto di vista biomeccanico, perché la resistenza dell'acqua aumenta con il quadrato della velocità. Nella fase finale si tratta di sfruttare la residua capacità di trasformazione delle sostanze anaerobico-acidolattiche fino alla massima acidosi possibile per cercare di mantenere la velocità il più a lungo possibile. Recuperi in questa fase sono da attribuire non ad un improbabile aumento di velocità ma al possibile decremento della velocità degli avversari.

## Le gare

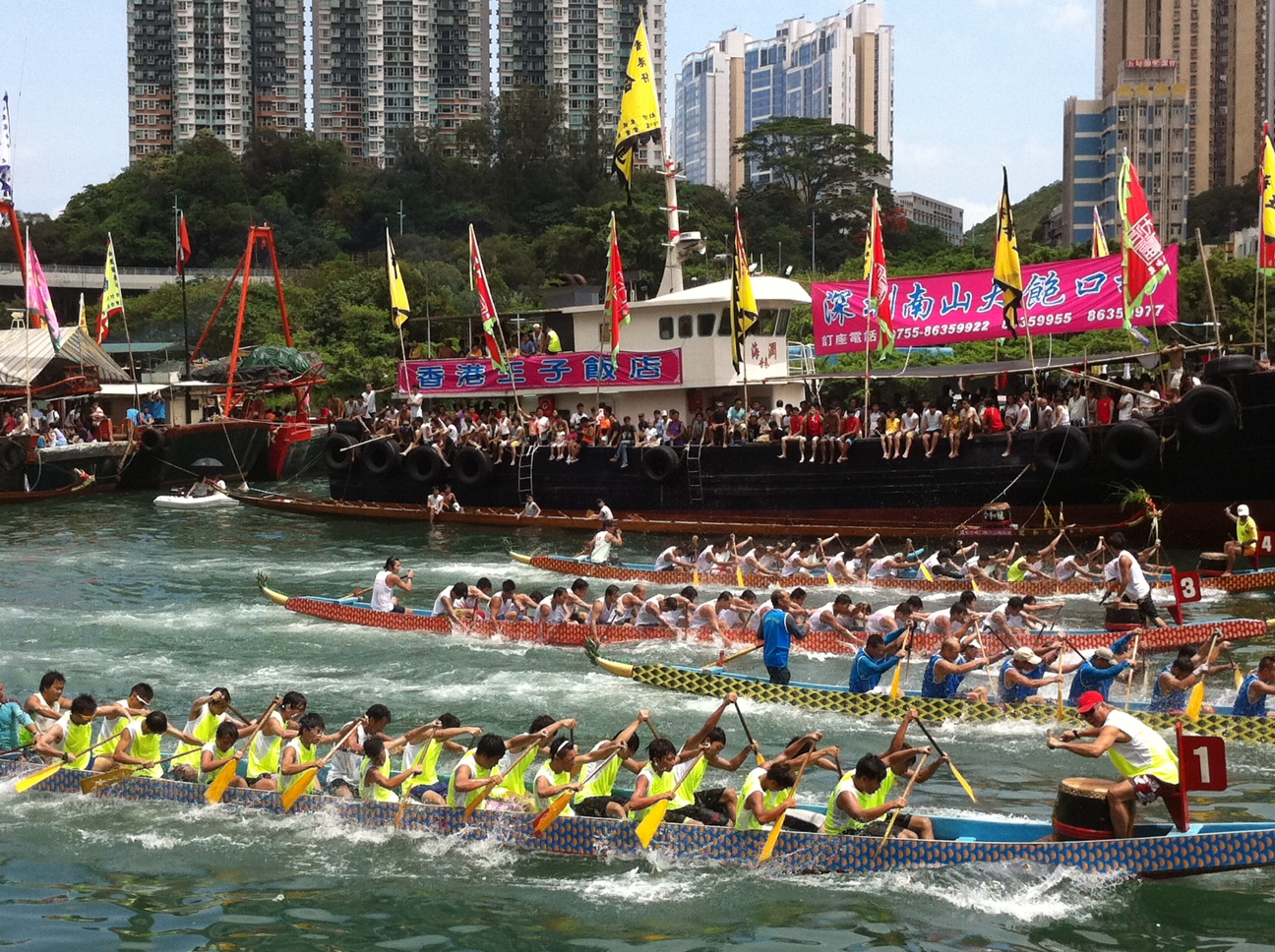
Gara ad Hong Kong

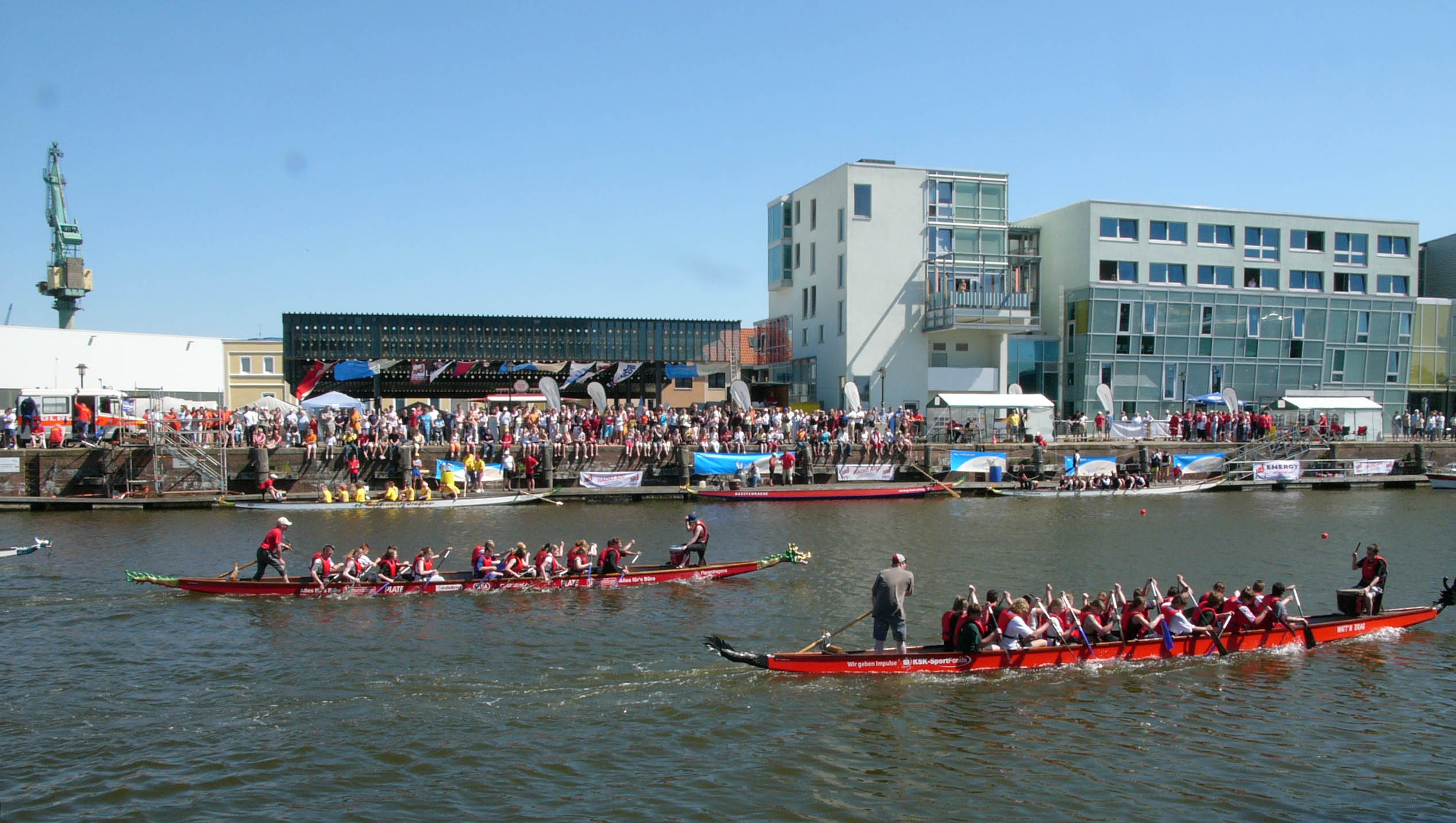
Coppa della dragonboat sui 1.852 m = 1 miglio marino, porto di pesca di Brema, 2006

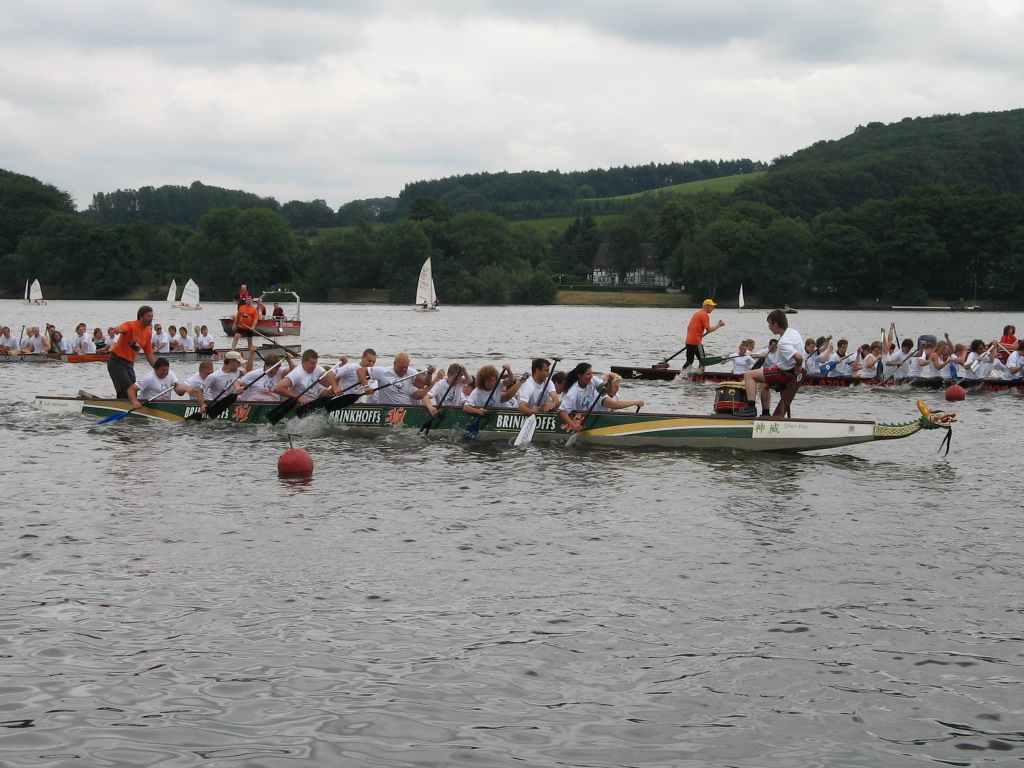
Gare di dragonboat sul lago artificiale di Baldeney, ad Essen.

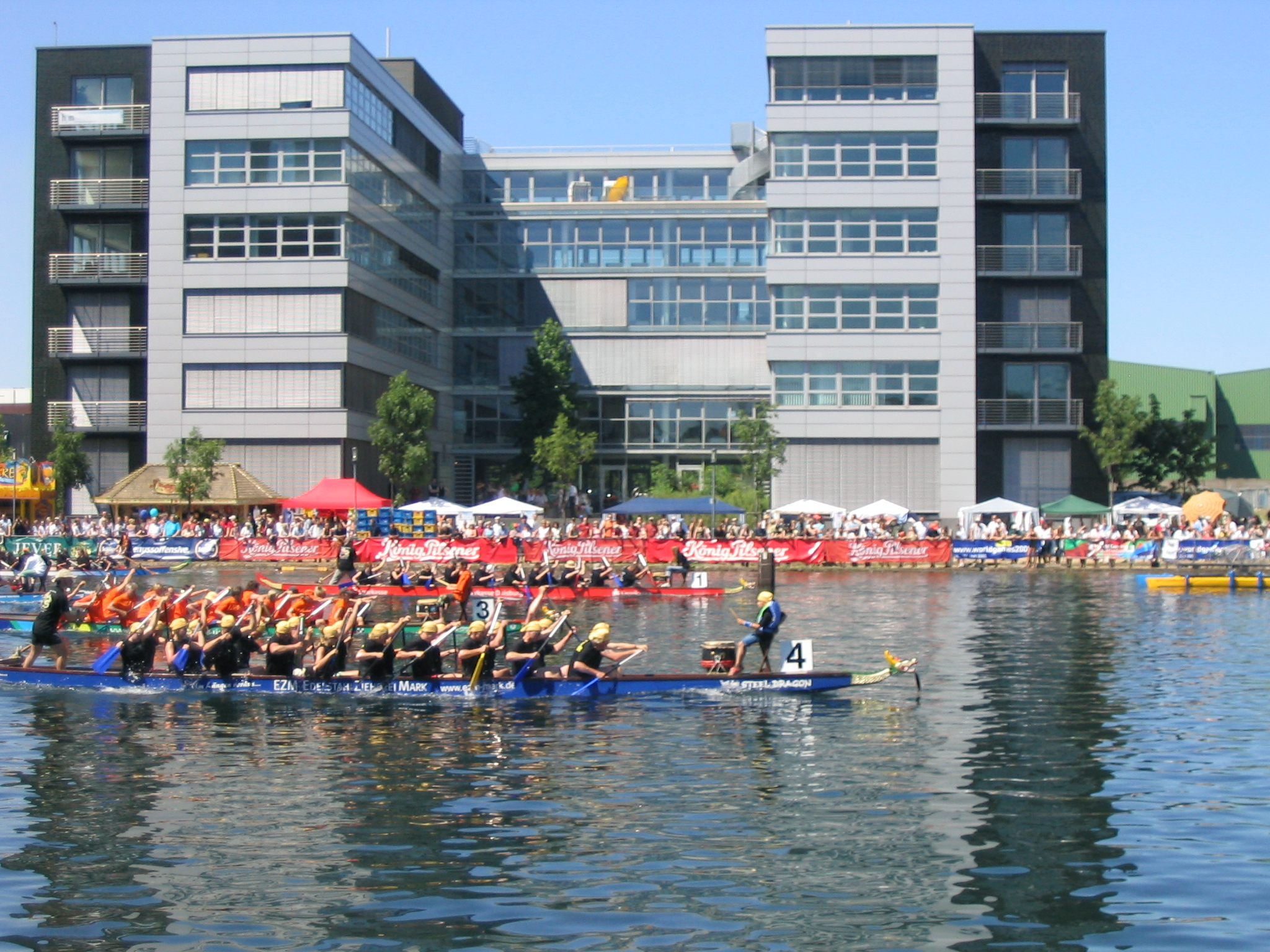
Innenhafenfest 2005 a Duisburg.

Oggi sono poche le gare organizzate per le dragonboat poiché sono imbarcazioni molto grandi e difficilmente trasportabili. Le prime organizzate furono sulle 700 iarde (circa 640 m), ora invece sono sulle distanze di 250 m, 500 m e 1.000 m e possono partecipare equipaggi:
- maschili, dove pagaiano 20 maschi
- femminili, dove pagaiano 20 ragazze
- misti, dove possono pagaiare al massimo 12 maschi e 8 ragazze (fino ad un massimo di 12)

Negli anni 1970 la "Hong Kong Tourist Association" (oggi: Tourist Board) decise di organizzare un Festival delle dragonboat come manifestazione promozionale per Hong Kong. La prima Hong Kong International Dragonboat Race, che segna l'inizio della storia moderna delle dragonboat, ebbe luogo nel 1976 con dieci equipaggi. Da allora in avanti il festival si trasformò in una regata internazionale annuale di grande richiamo per il pubblico.
Nel 1990 venne fondata l'European Dragon Boat Federation (EDBF) ed il 24 giugno 1991 ad Hong Kong 12 nazioni tra cui l'Italia diedero vita all'International Dragon Boat Federation (IDBF) che oggi conta - in tutti e 5 i continenti - ben 63 nazioni affiliate. La IDBF attualmente non è ancora riconosciuta dal CIO (il Comitato Olimpico Internazionale), ma il suo Comitato Esecutivo si sta da tempo adoperando in tal senso dopo il riconoscimento ottenuto nel 2007 dal GAISF, la General Association of International Sport Federations (www.agfisonline.com).
Nel 1995 si tennero in Cina i primi campionati del mondo cui prese parte anche l'Italia, seguiti nel 1997 ad Hong Kong dalla seconda edizione. Nel 1996 a Silkeborg in Danimarca si svolsero i primi campionati d'Europa, in cui l'Italia vinse un titolo di campione d'Europa e 2 medaglie d'argento, seguiti nel 1997 in Germania a Duisburg - il tempio mondiale della canoa e del canottaggio - dalla seconda edizione in cui l'Italia conquistò il secondo posto nella classifica per nazioni dietro la Germania vincendo 4 medaglie d'argento e 2 di bronzo. La vera svolta è venuta però nel 1998, quando a Roma al Laghetto dell'EUR ebbero luogo i campionati d'Europa, in cui l'Italia confermò il secondo posto nella classifica per nazioni, dimostrando l'alto livello agonistico ed organizzativo ormai raggiunto da questo sport anche in Italia.
Anche nei tornei successivi l'Italia ottenne ottimi piazzamenti, ricordiamo qui alcuni atleti azzurri protagonisti di questi risultati: Leonardo Guarducci, Giacomo Pietramellara, Leopoldo Iannarelli, Alessio Volante, Andrea Lizio. 
- 1999, primo campionato mondiale in Europa a Nottingham, Gran Bretagna: 4 medaglie d'argento negli Juniores e 6º posto nella finale del misto assoluto;
- 2000, campionato europeo a Malmö, Svezia: 4 medaglie d'oro, 2 d'argento e 4 di bronzo;
- 2001, campionato mondiale a Filadelfia, Stati Uniti: 1 medaglia d'oro e 2 d'argento nella categoria Juniores;
- 2002, campionato mondiale a Roma, nel Laghetto dell'EUR. È l'anno delle dragonboat italiane: gli equipaggi azzurri conquistano 2 titoli di campione del mondo nella categoria Master, 3 titoli di campione del mondo nella categoria Junior e 2 medaglie di bronzo nell'Open 500 m assoluto e nel Femminile 2.000 m assoluto.
- 2003, campionato mondiale a Shanghai, Cina: l'Italia partecipò con oltre 120 atleti tra cui, per la prima volta, un equipaggio delle donne in rosa, le Breast Cancer Survivors. * 2003, campionato europeo per club ad Auronzo di Cadore, in provincia di Belluno.[3]
- 2008, campionati europei di dragonboat, dal 5 al 6 settembre a Sabaudia, in provincia di Latina. Ha riscosso un grande successo, sia come numero di partecipanti (15 paesi e 1.500 atleti) che come interesse del pubblico e dei media, confermando la piena maturità raggiunta in Italia da questa disciplina.[3]
- 2014, campionato mondiale a Ravenna presso il bacino La Standiana. Presenti 5400 atleti per un totale di 129 club provenienti da 27 diverse nazioni, da Hong Kong all'Ungheria, da Singapore ai Paesi Bassi, da Israele a Macao, suddivisi anche in categorie particolari come ad esempio il BCS (Breast Cancer Survivors), cioè donne che hanno vinto il cancro al seno, dove fra l'altro un equipaggio italiano, le Pink Avalanche di Torino, ha vinto la medaglia di bronzo.

## Strutture federali
A livello internazionale (e, in alcuni paesi, anche a livello nazionale) lo sport delle dragonboat è organizzato parallelamente in due federazioni sportive: in particolare a livello internazionale nella International Dragon Boat Federation (IDBF) e nella International Canoe Federation (ICF). Dopo il fallimento di un iniziale tentativo di cooperazione, le due Federazioni non sono riuscite ad accordarsi su un diritto di rappresentanza dello sport delle dragonboat sul piano internazionale - in particolare all'interno della Federazione degli Sport Mondiali GAISF e del Comitato Olimpico Internazionale (COI). La Federazione Internazionale Canoa, che è membro della GAISF, considera la dragonboat come specialità dello sport della canoa da essa rappresentato. La IDBF, però, ha cercato ugualmente di ottenere l'ammissione e (dopo due tentativi inutili nel 2005 e nel 2006) il 27 aprile 2007 è stata accolta nell'Assemblea Annuale Generale della GAISF come associazione di categoria per lo sport delle dragonboat. L'ICF e l'IDBF da allora discutono se da questo discenda o meno un diritto di rappresentanza generale dell'IDBF per lo sport della dragonboat.

### Federazioni internazionali
Nel 1990 è stata fondata l'European Dragon Boat Federation (EDBF) ed il 24 giugno 1991 ad Hong Kong 12 Nazioni tra cui l'Italia fondarono la International Dragon Boat Federation (IDBF) che oggi conta - in tutti e 5 i Continenti - ben 65 Nazioni affiliate. Mr. Robert Wilson fu il primo Presidente IDBF fino al 1994 ed è il fondatore dell'organizzazione sportiva mondiale del Dragon Boat. Attualmente l'Executive President è Mr. Mike Haslam mentre il Presidente è il Cinese Mr. Zhang Faquiang. Il presidente della Federazione Italiana Dragon Boat è Claudio Schermi che ricopre anche la carica di Vicepresidente della Federazione Mondiale e Vicepresidente della Federazione Europea.
La IDBF è entrata nella famiglia olimpica nel 2007 con il riconoscimento del GAISF (General Association of International Sport Federations) in occasione del Congresso di Pechino.
L'International Dragon Boat Federation organizza ogni due anni dal 1995 i Campionati del mondo di corsa in dragonboat (World Dragon Boat Racing Championships, WDBRC) per le migliori squadre di ogni paese. Negli anni tra i campionati del mondo si disputano i Campionati del mondo IDBF per equipaggi di club (Club Crew World Championships, CCWC) per i migliori equipaggi a livello di società sportive. Dal 2005 seguono la stessa scansione anche le gare per il titolo mondiale dell'ICF, che hanno luogo alternativamente per equipaggi di società e nazionali.
Le gare, che inizialmente si svolgevano sulle 700 yarde (640 m), oggi si svolgono sulle distanze classiche dei 200 m, 500 m e 1000 m, distanza non prevista a livello di Campionati Continentale. Sono anche in programma le gare di fondo, che si sono state disputate per la prima volta agli europei '98, sulla distanza di 2000 m.
Le categorie sono OPEN (con riferimento al maschile), FEMMINILE e MISTO. Quest'ultima categoria prevede equipaggi con minimo 8 donne in barca

### La Federazione Italiana Dragon Boat
In Italia lo sport della dragonboat è organizzato dalla Federazione Italiana Dragon Boat (FIDB), formalmente costituita il 10 maggio 1997, che rappresenta attualmente in Italia l'unico organismo riconosciuto dalla Federazione europea ed internazionale.
La Federazione è nata per proseguire il progetto di sviluppo ed organizzazione dei Dragon Boat intrapreso sin dal 1988 dall'Associazione Assodragon che era stata la prima organizzazione nazionale a promuovere questo nuovo sport in Italia.
L'attività delle dragonboat è diffusa in particolare nel Lazio, in Trentino, in Toscana, in Campania, in Lombardia, in Piemonte ed in Veneto. La Federazione organizza la sua attività sportiva con un calendario annuale che prevede lo svolgimento di campionati italiani assoluti e juniores.

## Club
Nel mondo vi sono migliaia di equipaggi di dragonboat organizzati sia nell'ambito di società sportive che come equipaggi "corporate" o "community". In Italia ci sono circa 1.000 tesserati oltre ad un gran numero di praticanti in occasione dei Festival Locali.
Infatti nell'ambito dei Dragon Boat Festival - partecipano equipaggi i rappresentanza di comuni, quartieri, comunità o rappresentanti di organizzazioni, quale croce rossa, polizia, vigili, in oriente i pescatori, non organizzati nei Club di Dragon Boat. In Italia una particolare attenzione è rivolta al settore giovanile con manifestazioni cosiddette di "Dragon Baby" rivolte ai ragazzi delle scuole medie ed elementari. La particolare facilità delle imbarcazioni, stabili e veloci, e della tecnica di pagaiata permettono di realizzare anche manifestazioni locali nell'ambito dello "sport per tutti" ed infatti molto diffuse sono gare tra palestre, tra diverse facoltà universitarie, tra licei ed istituti scolastici superiori, tra aziende pubbliche e private, tra gruppi scout. Soprattutto in Trentino-Alto Adige la disciplina delle dragonboat è molto diffusa, anche se a livello amatoriale; sui laghi del trentino si disputa il Campionato Trentino di Dragon Boat che vede al via una ventina di equipaggi che rappresentano i paesi bagnati dai laghi (Caldonazzo, Levico, Santa Giustina, Serraia). Oltre all'attività nazionale viene svolta anche un'intensa attività internazionale ed esistono ad anni alterni i mondiali per Clubs e gli Europei per Clubs.